# بلاي ماركت
بلاي ماركت (بالإنجليزية: Playmarket)‏ هي منظمة غير ربحية تقدم خدمات استشارية للنصوص للكتَّاب المسرحيين في نيوزيلندا . تأسست Playmarket في عام 1973 لتشجيع الإنتاج الاحترافي للمسرحيات النيوزيلندية. تشمل المنظمة الآن غالبية كبيرة من الكتاب المسرحيين النيوزيلنديين.

## التاريخ
أسس روبرت لورد. ونونيتا ريس وجودي راسل وإيان فريزر بلاي ماركت ، في البداية بهدف تقديم خدمة قراءة نصوص المسرحية و خلال الثمانية عشر شهرًا الأولى من التأسيس ، رخصت Playmarket 15 إنتاجًا.
أما الآن تقوم الشركة حاليًا بترخيص حوالي 400 مسرحية من نيوزيلندا كل عام ، سواء في نيوزيلندا أو في جميع أنحاء العالم.

## الهيكل
تم تسجيل عضوية الجمعية كمؤسسة غير هادفة للربح في عام 1975 ، وهي تجتمع الآن سنويًا لمراجعة الأنشطة وتلقي التقارير السنوية ولإنتخاب مجلس إدارة. يجتمع المجلس خلال العام لتحديد السياسة ووضع الميزانيات ومراقبة أنشطة المنظمة. تتلقى Playmarket التمويل الأساسي من Creative New Zealand تبيع Playmarket المسرحيات النيوزيلندية المنشورة.

## المسرحيات المنشورة
متجر الكتب الخاص ببلاي ماركت متاح عبر الإنترنت على موقع الويب الخاص بهم والذي يوفر أيضًا ملفات تعريف الكتاب المسرحيين والعناوين النيوزيلندية. يحتوي متجر الكتب أيضًا على قاعدة بيانات للنصوص الغير منشورة. تحتوي العديد من أفضل البرامج النصية على قابلة للتمثيل مناسبة للمدارس والطلاب.

## الكتاب المسرحيون المنشورون
بعض من الكتاب الذي نشر لهم المنشورون : روجر هال ، هون كوكا ، رينيه ، ديف أرمسترونج (كاتب مسرحي) ، جاري هندرسون (كاتب مسرحي) ، جان بيتس ، ميشيلان فورستر ، روبرت لورد (كاتب مسرحي) ، بروس ماسون ، كين دنكوم ، ديفيد جيري ، أليسون كويجان.

### بلاي ماركت السنوي
تنشر Playmarket مجلة تسمى Playmarket Annual. تقدم المجلة استعراضا للسنة السابقة للنشاط المسرحي في نيوزيلندا.

## خدمات العملاء
تشمل خدمات Playmarket لعملائها من الكتاب المسرحيين
- الترويج للنصوص وتوزيعها على المخرجين والمنتجين المحتملين في نيوزيلندا وخارجها.
- مراقبة تحصيل وتوزيع العطايا الملكية
- التفاوض على جميع العقود والعمولات.
- استكشاف ستكشاف الأخطاء وإصلاحها والدعم والمناصرة أثناء الإنتاج.
- تقديم نصائح بشأن حقوق النشر.
- منح مجموعة من النصوص والسير الذاتية.

## العضوية
مقابل رسوم سنوية رمزية يمكن للأشخاص أن يصبحوا أعضاء في Playmarket.
لدى Playmarket مكتبان في ويلينجتون (المكتب الرئيسي) وأوكلاند. الموقع : ويلينجتون - المستوى 1 ، 35-38 كامبريدج تيراس ، ويلينجتون أوكلاند - F5 ، 99 شارع كوين ، أوكلاند يمكن إرسال البريد إلى: ص. Box 9767، Wellington 6141، New Zealand. هاتف +64 4382 8462 www.playmarket.org.nz